# Histeria (serial animowany)
Histeria (1998–2000) – amerykański animowany serial telewizyjny. W każdym odcinku widzowie przenoszą się w odległe czasy, aby w zabawny sposób dowiedzieć się o najważniejszych wydarzeniach historycznych oraz poznać największych bohaterów tamtych czasów.
W podróży będzie można spotkać m.in. Joannę d’Arc, Napoleona Bonaparte, Attylę, Kleopatrę, Aleksandra Wielkiego, Juliusza Cezara, Józefa Stalina, Krzysztofa Kolumba, Thomasa Jeffersona, Vincenta van Gogha, a nawet Mikołaja Kopernika, Fryderyka Chopina, czy Neila Armstronga.
Serial stworzony przez Toma Rueggera, twórcę m.in. Animaniaków, Animków oraz Pinky i Mózg.
Histeria pojawiła się na Canal+ w 1999 roku, a potem na ZigZapie w 2007 roku.

## Postacie
- Aka Pella – jest jedyną Murzynką w Chórze Dzieciaków.
- Bobas – najczęściej przebywa z Papą Czasem.
- Charkot – śpiewa w Chórze Dzieciaków.
- Cho-Cho – jest Chinką, śpiewa w Chórze Dzieciaków.
- Papa Czas – mówi o ważnych zdarzeniach, najczęściej jest z Bobasem.
- Lord Falseton – młody chłopak, głośno mówi.
- Dziecko Szczęścia – zawsze jest szczęśliwy.
- Lydia Karaoke – prowadzi programy rozrywkowe; jest cenzorem
- Miss Informacja – mówi o jakichś informacjach i zdarzeniach.
- Nostradamus – jasnowidz, przepowiada następne zdarzenie.
- Tost – śpiewa w Chórze Dzieciaków.
- Kobieta stara jak świat – poznała każdego sławnego człowieka osobiście.

## Wersja polska
Opracowanie wersji polskiej: na zlecenie Canalu+ – Start International Polska

Reżyseria:
- Ewa Złotowska (odc. 1-2, 4, 6, 10, 13-14, 17-19, 21-24, 30, 33, 35, 37-38, 40-46, 49, 51-52),
- Paweł Galia (odc. 3, 5, 7-9, 11-12, 15-16, 20, 25-29, 32, 34, 36, 39, 47-48, 50)

Dialogi polskie:
- Magdalena Dwojak (odc. 1, 9),
- Anna Celińska (odc. 2, 28-29),
- Ewa Ziemska (odc. 3, 15-16, 26-27, 37-39, 41, 43, 46),
- Agnieszka Zwolińska (odc. 4, 14),
- Barbara Robaczewska (odc. 5),
- Bartosz Wierzbięta (odc. 6, 19, 37, 40, 47, 49-50, 52),
- Olga Latek (odc. 7, 21-22, 30, 32-33),
- Krystyna Subocz (odc. 8),
- Hanna Górecka (odc. 10, 13, 17-18, 35, 44-45),
- Joanna Sobierska (odc. 11-12),
- Włodzimierz Kozłowski (odc. 20),
- Agnieszka Farkowska (odc. 23, 36),
- Katarzyna Wojsz-Saaid (odc. 24-25, 34, 42, 48, 51)

Teksty piosenek:
- Marek Robaczewski (odc. 1-3, 5-6, 8-19, 22-27, 29-30, 32, 34-35, 37-50),
- Agnieszka Zwolińska (odc. 4, 14),
- Olga Latek (odc. 7, 21-22, 33),
- Hanna Górecka (odc. 10, 13, 17-18, 35, 45),
- Bartosz Wierzbięta (odc. 19, 40, 47, 49-50),
- Katarzyna Wojsz-Saaid (odc. 24-25, 34, 42, 48),
- Anna Celińska (odc. 28-29),
- Elżbieta Chojnowska (odc. 52)

Dźwięk i montaż:
- Janusz Tokarzewski (odc. 1-2, 4, 6, 8, 11-12, 15-16, 20, 25-29, 32, 34, 36, 39),
- Hanna Makowska (odc. 3, 5, 7, 9-10, 13-14, 17-19, 21-24, 30, 33, 35, 37-38, 40-52)

Kierownictwo muzyczne: Marek Klimczuk

Kierownik produkcji: Bogumiła Adler

Udział wzięli:
- Jarosław Boberek – Papa Czas
- Dominika Ostałowska
- Jonasz Tołopiło – Lord Falseton
- Joanna Orzeszkowska – Kobieta stara jak świat
- Jacek Bończyk
- Izabela Dąbrowska – Wiercipiętka
- Tomasz Bednarek – Sven Chaterson
- Janusz Bukowski – Narrator
- Joanna Jeżewska
- Wojciech Paszkowski
- Krzysztof Szczygiełek
- Arkadiusz Jakubik
- Jacek Kawalec
- Tomasz Marzecki
- Ryszard Olesiński – Nostradamus
- Marcin Kudełka –
  - Tost,
  - Brutus
- Piotr Uszyński
- Iwona Rulewicz – Telecenzorka
- Eugeniusz Robaczewski – Jerzy Waszyngton
- Robert Tondera
- Marek Frąckowiak
- Mikołaj Müller
- Stefan Każuro
- Anna Apostolakis
- Jarosław Domin – Kaczor Daffy (odc. 29)
- Tomasz Kozłowicz
- Artur Kaczmarski
- Jacek Kopczyński
- Adam Bauman
- Grzegorz Kucias
- Wojciech Machnicki
- Krystyna Kozanecka
- Ryszard Nawrocki
- Magdalena Wójcik
- Mieczysław Morański
- Małgorzata Ryczer
- Agata Gawrońska
- Marek Robaczewski
- Ewa Serwa
- Mirosław Zbrojewicz
- Janusz Wituch – Tost
- Józef Mika – Napoleon
- Dariusz Odija

Chór przygotowała: Agnieszka Piotrowska

Śpiewali: Jacek Bończyk, Joanna Jeżewska, Agnieszka Piotrowska, Katarzyna Pysiak, Adam Krylik, Krzysztof Pietrzak, Wojciech Paszkowski, Tomasz Marzecki, Jonasz Tołopiło, Olga Bończyk, Dorota Miśkiewicz, Eugeniusz Robaczewski, Anna Apostolakis, Dariusz Odija, Jarosław Domin, Grzegorz Kucias, Mieczysław Morański, Tomasz Kozłowicz, Artur Kaczmarski, Beata Wyrąbkiewicz, Wojciech Machnicki, Stefan Każuro, Jarosław Boberek, Janusz Szrom i inni

Wiersz „Baranek” Williama Blake’a w tłumaczeniu Zygmunta Kubiaka (odc. 32)
Lektor: Roch Siemianowski

## Odcinki
Premiery w Polsce:
- Canal+ – 31 maja 1999 roku[1]
- ZigZap – 2007 rok

### Spis odcinków
| N/o            | Polski tytuł                            | Angielski tytuł                   |
| -------------- | --------------------------------------- | --------------------------------- |
|                |                                         |                                   |
| SEZON PIERWSZY |                                         |                                   |
|                |                                         |                                   |
| 01             | Panteon wynalazców                      | Inventors Hall Of Fame            |
| 02             | Panteon wynalazców                      | Inventors Hall Of Fame            |
|                |                                         |                                   |
| 03             | Wojna secesyjna, cz. 1                  | The U.S. Civil War, Part 1        |
|                |                                         |                                   |
| 04             | Wikingowie                              | The Attack Of The Vikings         |
|                |                                         |                                   |
| 05             | Dziki Zachód                            | The Wild West                     |
|                |                                         |                                   |
| 06             | Powtórka z wojny o niepodległość, cz. 1 | The American Revolution, Part 1   |
|                |                                         |                                   |
| 07             | Wielcy odkrywcy                         | More Explorers                    |
|                |                                         |                                   |
| 08             | Wszechwiedzący                          | The Know-It-Alls                  |
|                |                                         |                                   |
| 09             | Renesans                                | The Renaissance                   |
|                |                                         |                                   |
| 10             | Wojna secesyjna, cz. 2                  | The U.S. Civil War, Part 2        |
|                |                                         |                                   |
| 11             | Całkiem niezłe starocie                 | Really Oldies But Goodies         |
|                |                                         |                                   |
| 12             | Wojna o niepodległość, cz. 2            | The American Revolution, Part 2   |
|                |                                         |                                   |
| 13             | Bardzo stara historia                   | A Blast From The Past             |
|                |                                         |                                   |
| 14             | Chiny                                   | China                             |
|                |                                         |                                   |
| 15             | To i owo o tyranach                     | Tribute To Tyrants                |
|                |                                         |                                   |
| 16             | Montezuma                               | The Montezuma Show                |
|                |                                         |                                   |
| 17             | Program                                 | Loud Kiddington’s Ancient History |
|                |                                         |                                   |
| 18             | Wielcy bohaterowie francuscy            | Great Heroes Of France            |
|                |                                         |                                   |
| 19             | Atak straszliwych tyranów               | The Terrible Tudors               |
|                |                                         |                                   |
| 20             | Koło historii                           | The Wheel Of History              |
|                |                                         |                                   |
| 21             | Gdy zwariował świat                     | When Time Collides                |
|                |                                         |                                   |
| 22             | W mgnieniu oka dookoła morza            | Around The World In A Daze        |
|                |                                         |                                   |
| 23             | TV Sat, Histeria                        | Histeria Satellite TV             |
|                |                                         |                                   |
| 24             | Obóz generała Shermana                  | General Sherman’s Campsite        |
|                |                                         |                                   |
| 25             | Powrót do Rzymu                         | Return To Rome                    |
|                |                                         |                                   |
| 26             | Megalomani                              | Megalomaniacs                     |
|                |                                         |                                   |
| 27             | Rewolucje rosyjskie                     | The Russian Revolution            |
|                |                                         |                                   |
| 28             | Program Thomasa Jeffersona              | The Thomas Jefferson Program      |
|                |                                         |                                   |
| 29             | Wiwat Prezydenci                        | Hooray For Presidents             |
|                |                                         |                                   |
| 30             | Superpisarze                            | The Legion Of Super Writers       |
|                |                                         |                                   |
| 31             | Dziwne bitwy w historii                 | Return To China                   |
|                |                                         |                                   |
| 32             | Pisarze wszech czasów                   | Writers Of The Purple Prose       |
|                |                                         |                                   |
| 33             | Historia latania                        | History Of Flight                 |
|                |                                         |                                   |
| 34             | Prezydenci                              | Presidential People               |
|                |                                         |                                   |
| 35             | Dookoła świata                          | Histeria Around The World I       |
|                |                                         |                                   |
| 36             | Pierwsza młodość Ameryki                | When America Was Young            |
|                |                                         |                                   |
| 37             | Superniesamowita konstytucja            | Super Amazing Constitutions       |
|                |                                         |                                   |
| 38             | Wynalazki i odkrycia                    | Better Living Through Science     |
|                |                                         |                                   |
| 39             | Zaranie dziejów                         | The Dawn Of Time                  |
|                |                                         |                                   |
| 40             | Gwiaździsty sztnadar                    | Music                             |
|                |                                         |                                   |
| 41             | Druga wojna światowa                    | World War II                      |
|                |                                         |                                   |
| 42             | Histeria i Teddy Roosevelt              | The Teddy Roosevelt Show          |
|                |                                         |                                   |
| 43             | Świruchy                                | Communuts!                        |
|                |                                         |                                   |
| 44             | Z Histerią dookoła świata               | Histeria Around The World II      |
|                |                                         |                                   |
| 45             | Ameryka                                 | Americana                         |
|                |                                         |                                   |
| 46             | Prezydenci XX wieku                     | 20th Century Presidents           |
|                |                                         |                                   |
| 47             | Rewolucja francuska                     | The French Revolution             |
|                |                                         |                                   |
| 48             | Ameryka Północna                        | North America                     |
|                |                                         |                                   |
| 49             | Histeria w kosmosie                     | Histeria Goes To The Moon         |
|                |                                         |                                   |
| 50             | Orędownicy prawdy i sprawiedliwości     | Heroes Of Truth & Justice         |
|                |                                         |                                   |
| 51             | Euromania                               | Euro-Mania                        |
|                |                                         |                                   |
| 52             | Wielka rewia bobasów                    | Big Fat Baby Theatre              |
|                |                                         |                                   |